# Гудилин, Максим Константинович
Максим Константинович Гудилин (1865 — ?) — учитель, депутат Государственной думы I созыва от Курской губернии.

## Биография
Сын бывшего дворового крестьянина. Родился в Фатежском уезде Курской губернии. Позднее семья проживала в селе Головчино Грайворонского уезда (ныне — Борисовского района Белгородской области). В 1884 году окончил учительскую семинарию. После этого работал земским учителем в Новооскольском уезде, затем учителем в Головчанской школе Грайворонского уезда. В 1905 председатель Грайворонского уездного комитета Всероссийского Крестьянского союза, примыкал к Партии социалистов-революционеров.
Накануне выборов в Думу председатель земской управы Н. Григоросулло обратился с письмом к своему брату, председателю училищного совета К. Григоросулло с предложением уволить Гудилина, и тем самым, лишив его избирательного ценза, не допустить его избрания выборщиком. Увольнение опоздало и Гудилин был уволен уже после избрания. 26 марта 1906 избран депутатом Государственной думы I созыва от общего состава выборщиков Курского губернского избирательного собрания. По свидетельству старожилов села Головчино, Гудилина провожали в Думу всем миром, отслужив молебен, с крестным ходом вокруг церкви (данные Головчинских краеведов). Он входил в Трудовую группу. Член Комиссии для разбора корреспонденции. Подписал законопроект «О неприкосновенности членов Государственной Думы». Выступил в Думе по аграрному вопросу.
10 июля 1906 года в г. Выборге подписал «Выборгское воззвание» и осуждён по ст. 129, ч. 1, п. п. 51 и 3 Уголовного Уложения, приговорён к 3 месяцам тюрьмы и лишён права быть избранным. После этого Гудилину было запрещено занимать учительскую должность в земских школах уезда, по сведениям краеведов села Головчино, он впал в крайнюю нужду.
Дальнейшая судьба и дата смерти неизвестны.